# 確定板

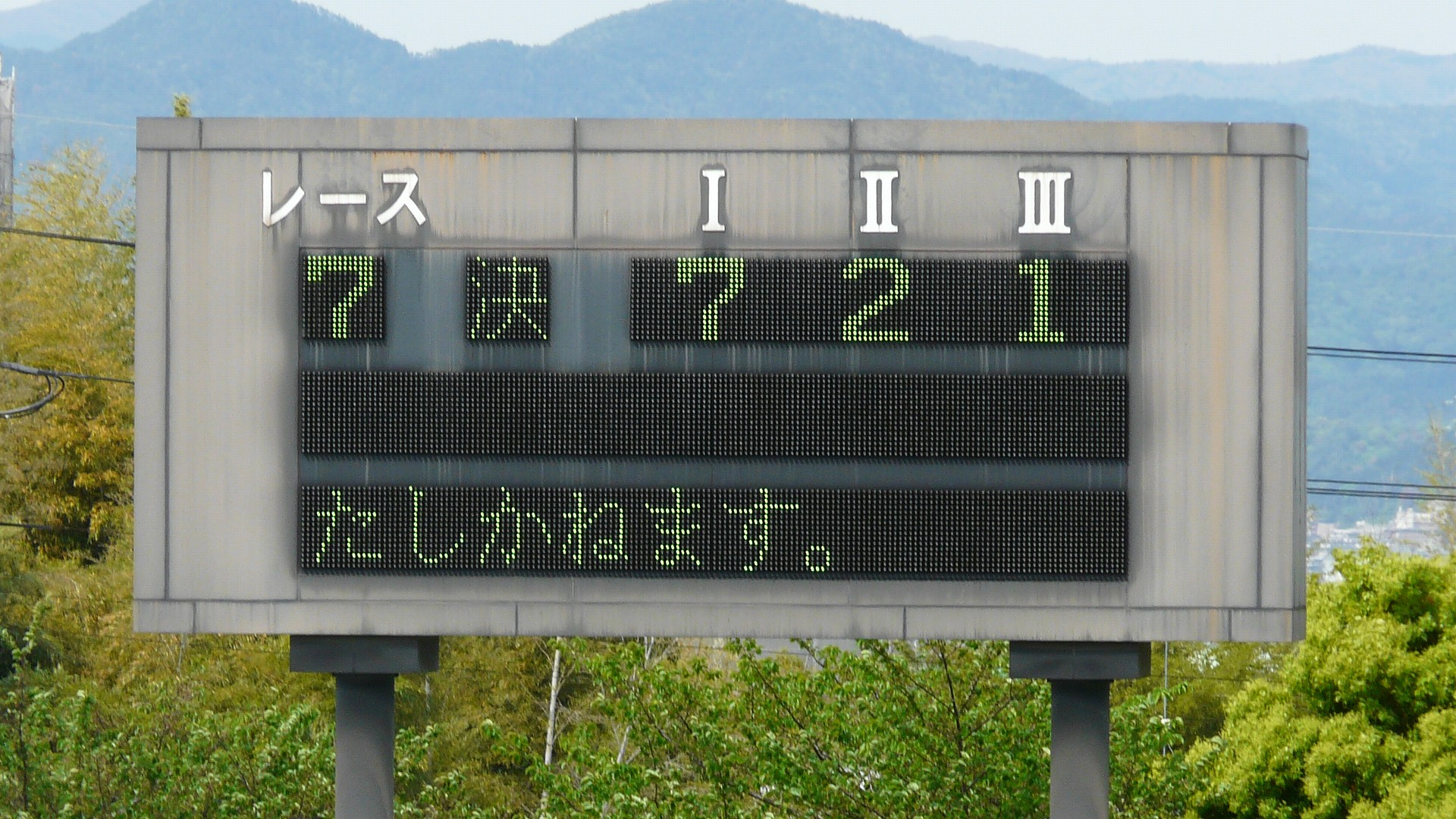
京都向日町競輪場
案内メッセージ文がスクロール中

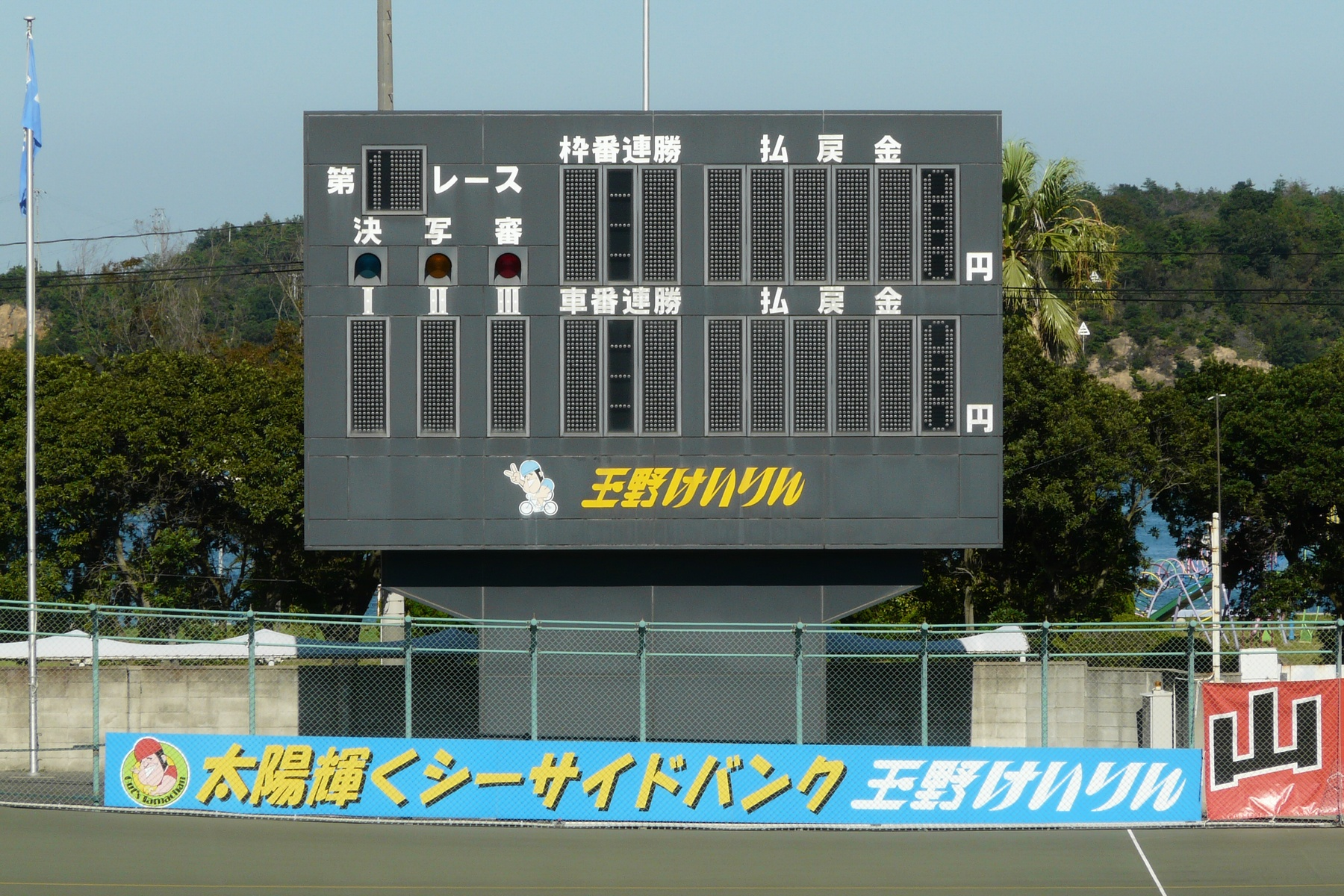
玉野競輪場
3連勝式未対応の古いタイプ。同着発生に備え、枠番車番それぞれ3段ずつ用意してある。

確定板（かくていばん）は、公営競技（競輪場、競艇場、競馬場、オートレース場）において、直前に行われたレースの確定を報せるための掲示板である。

## 概要
戦後の公営競技創成期には、数字を大書きした板を一枚ずつ組み合わせて掲示し、レース結果を観客に発表していたが、後に電光掲示板に置き換えられるようになり、やがて着順だけでなく払戻金（配当）も同時に表示されるようになった。
着順は、競輪・競艇・オートレースでは3着まで、競馬では5着までが表示されるが、三連対した車番や艇番、5着までに入った馬番のアラビア数字と混同しないよう、着順側にはローマ数字（I, II, III）が用いられている。
なお同着が発生した場合は、半角数字のように縦細にして並列させるなどの対処がなされるが、古い電光掲示板の中には3人以上の同着に対応していないものもあり、その場合は表示を省略しアナウンスで伝えている。
競輪では3着までに入ることを「確定板に乗る」と表現することがある。

## 種類
現在は全場で電光掲示板が使用されており、表示される色は電球による単色式、単色LEDの組み合わせによる1・2・3色式、フルカラーLEDによる多色式など、場によってまちまちとなっている。なお大画面映像装置（オーロラビジョンなど）を導入している場では、それを確定板代わりとしても用いる場と、確定板も別に設置する場（松戸競輪場など）とがある。
競輪では、着順の横方向配置がほとんど。払戻金は限られた1ないし2行のスペースに、切り替えや横スクロールなどで、決定放送のアナウンスに合わせて賭式ごとに順に表示される。主に、スタンド（観客席）の上部に設置されている。
競艇では、着順の縦方向配置が主流。払戻金が無いもの、タイムや返還艇が併示されているものもある。
中央競馬では、着順掲示板と呼ばれる。着順は縦方向配置で、払戻金は無く、タイムや着差が併示されている。かつては独立した着順表示板を設置していたが、大型映像装置のリニューアルに伴い、縦型の着順表示板を大型映像装置上に表示するようになった。
地方競馬では、主催者によりまちまちで、かつては縦型もしくは横型の着順表示板を設置する主催者が大半であったが、大型映像装置のリニューアルに伴い、着順表示板を大型映像装置上に表示し、既存の着順表示板は撤去する主催者が増えてきている。
一部の場では近年発売される投票券の種類が増えたことにより、以前からの表示方法では全種類の払戻金が表示できないことから、元からあった各種案内用の文字スクロール部分を利用して全種類の払戻金を表示する改造を受けたものもある。中には既存の払戻金表示部を撤去し、その部分に場名やマスコットを大きく表示しているところもあり、着順の表示のみに特化したものもある。

## ギャラリー
- 画像は、現在のものとは限りません。

### 競輪

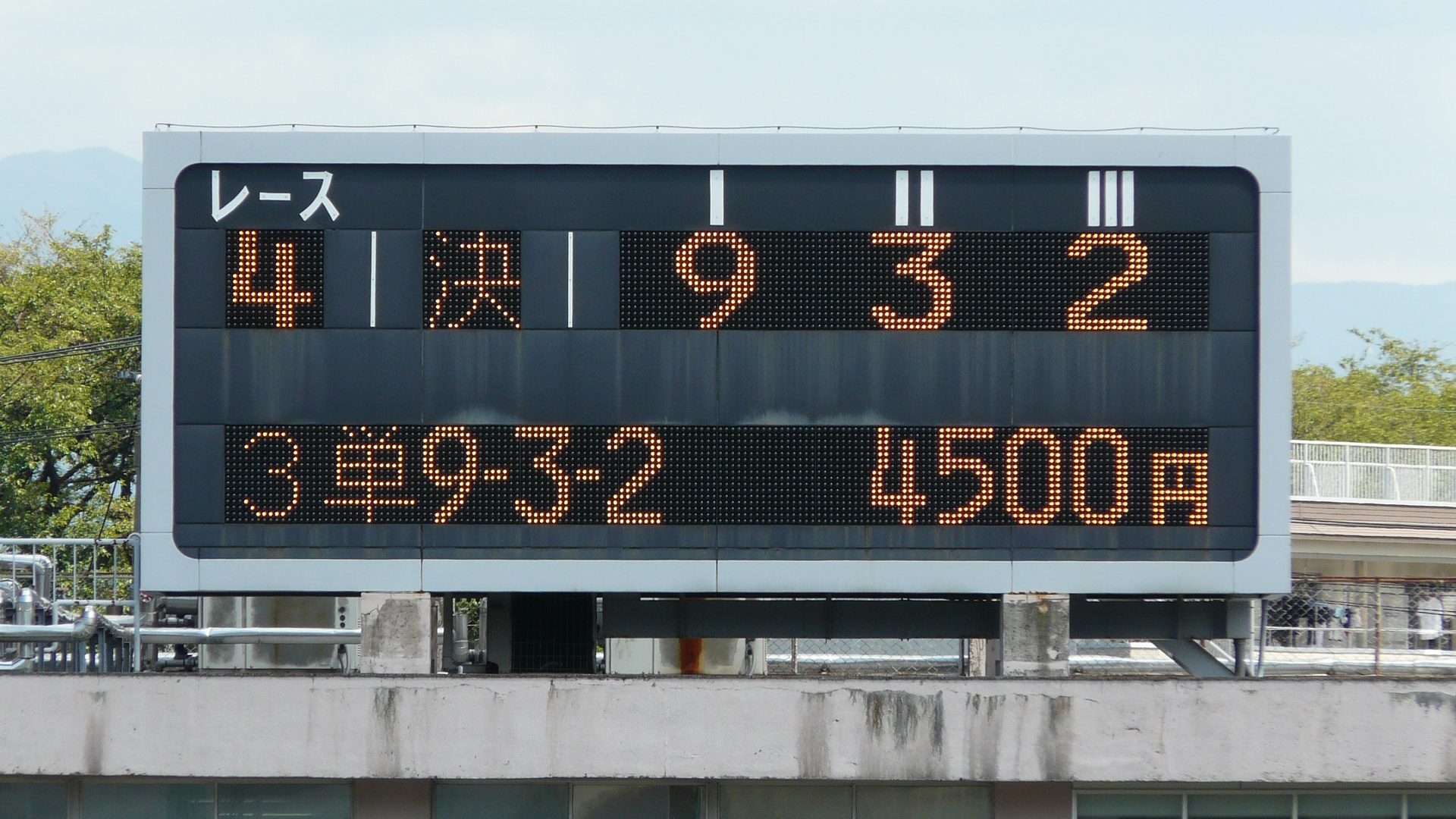
福井競輪場
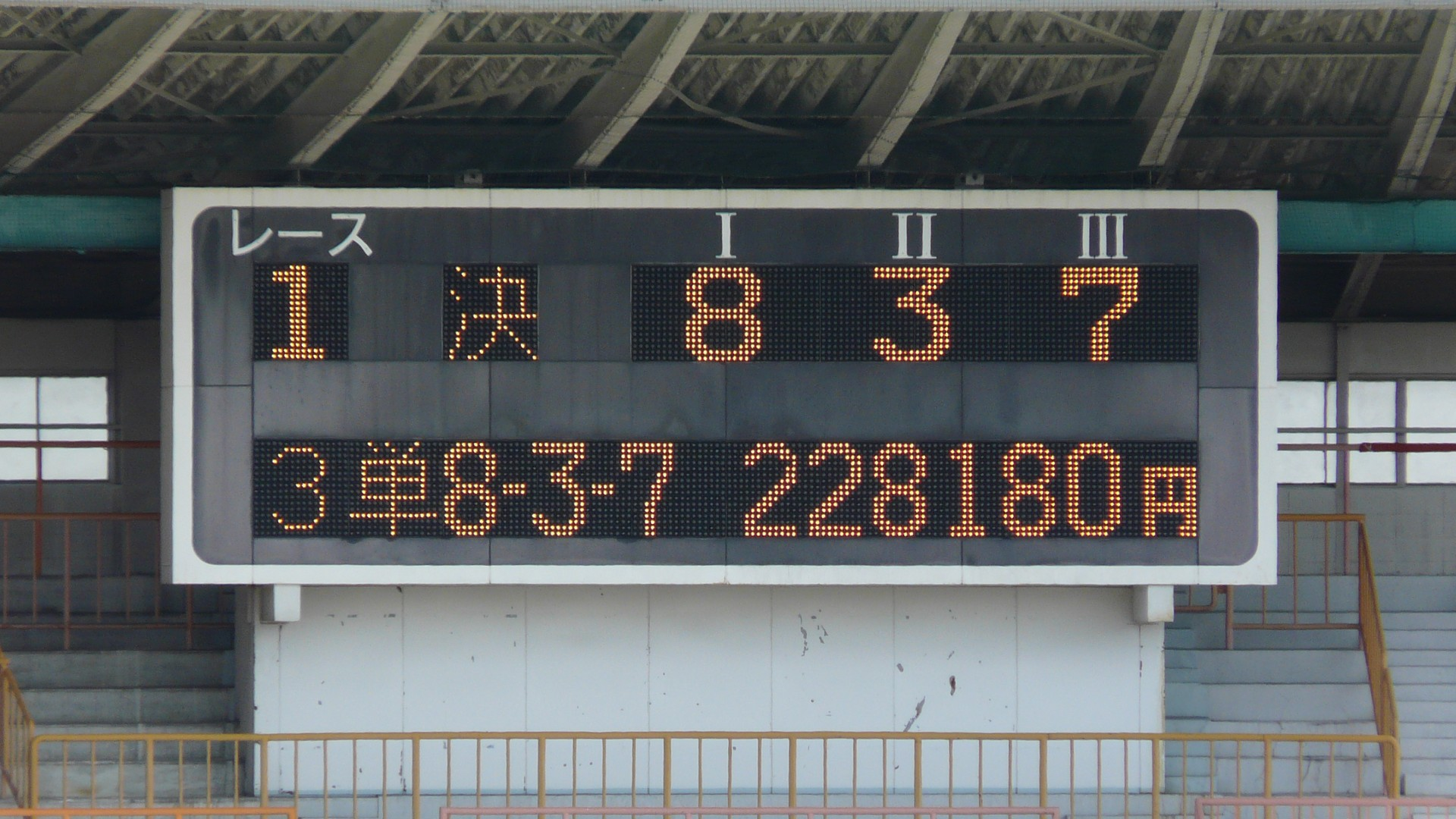
大垣競輪場
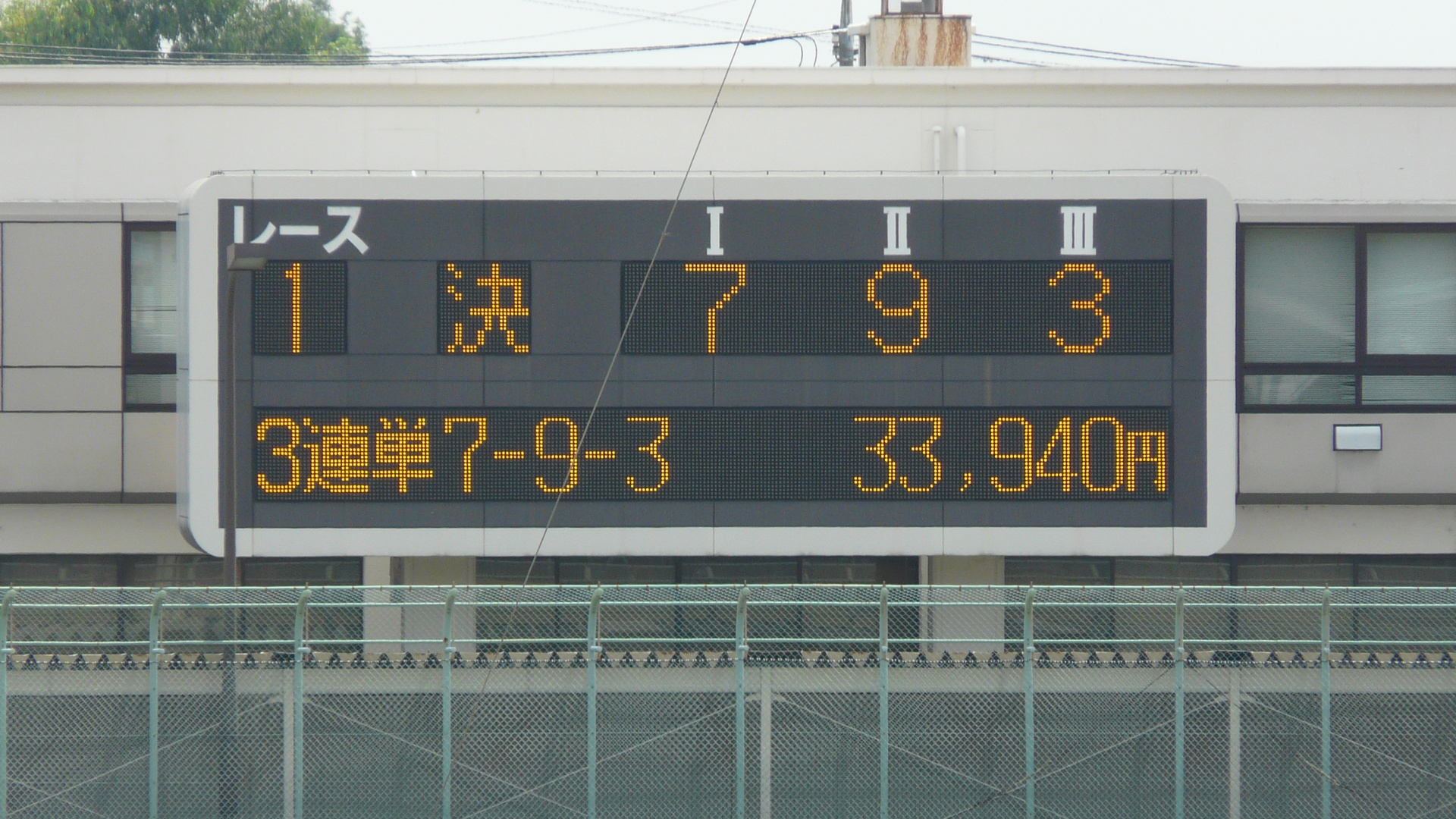
大宮競輪場
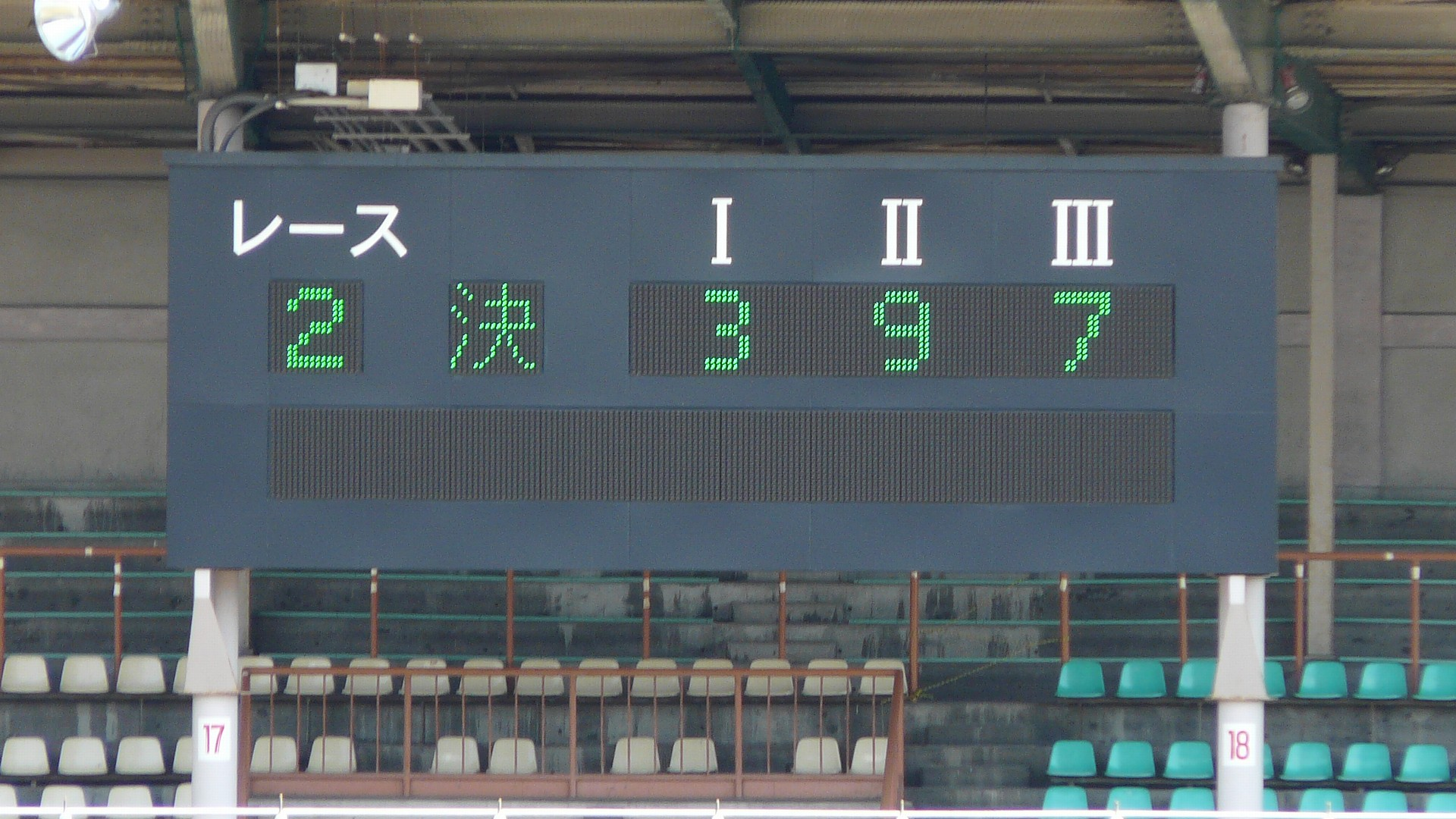
岐阜競輪場（緑1色）
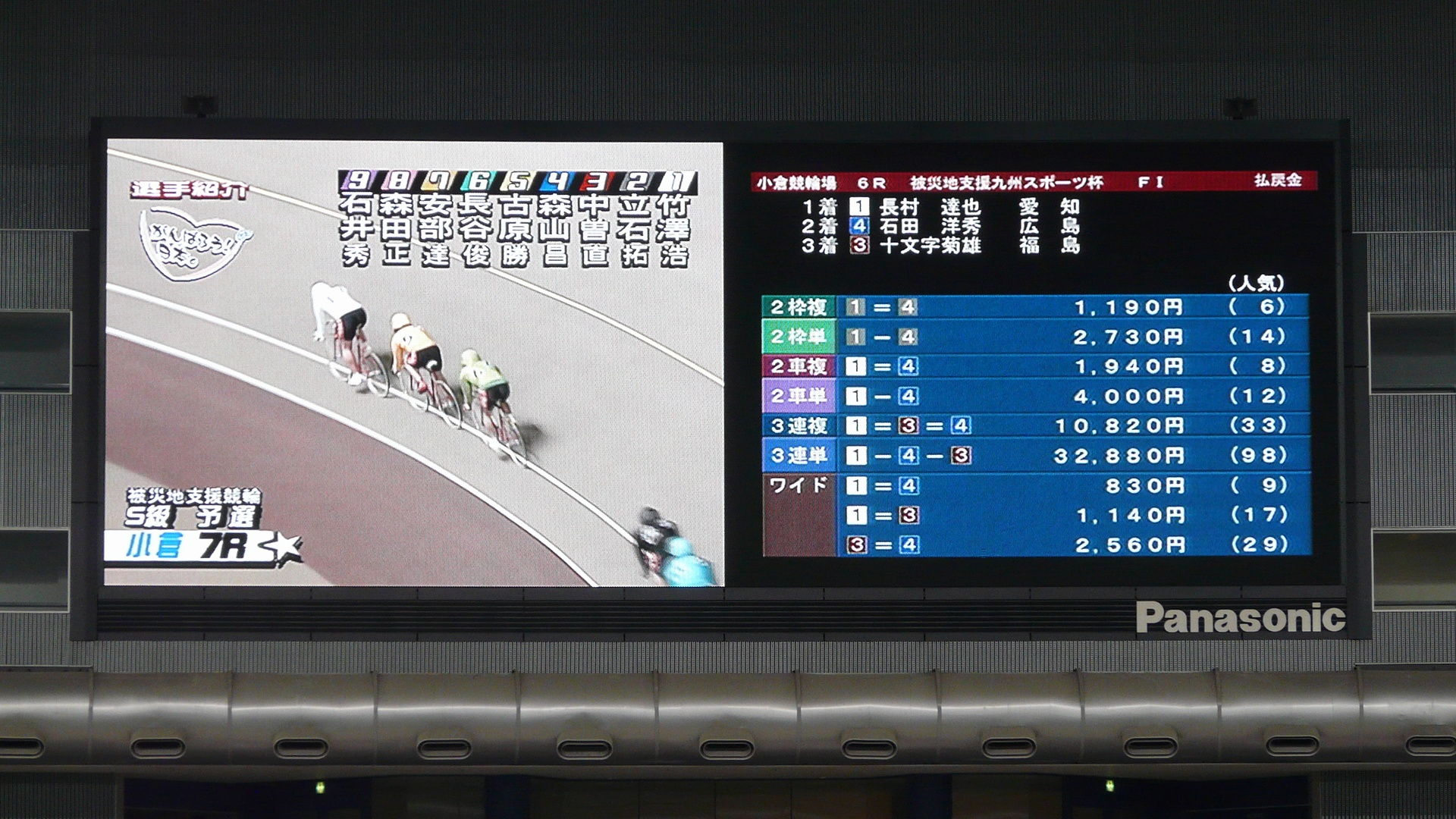
小倉競輪場（大画面映像装置のみ）
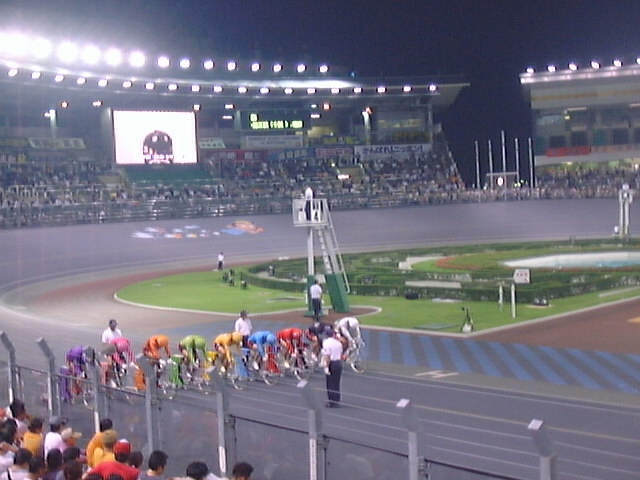
松戸競輪場（大画面映像装置と共存）
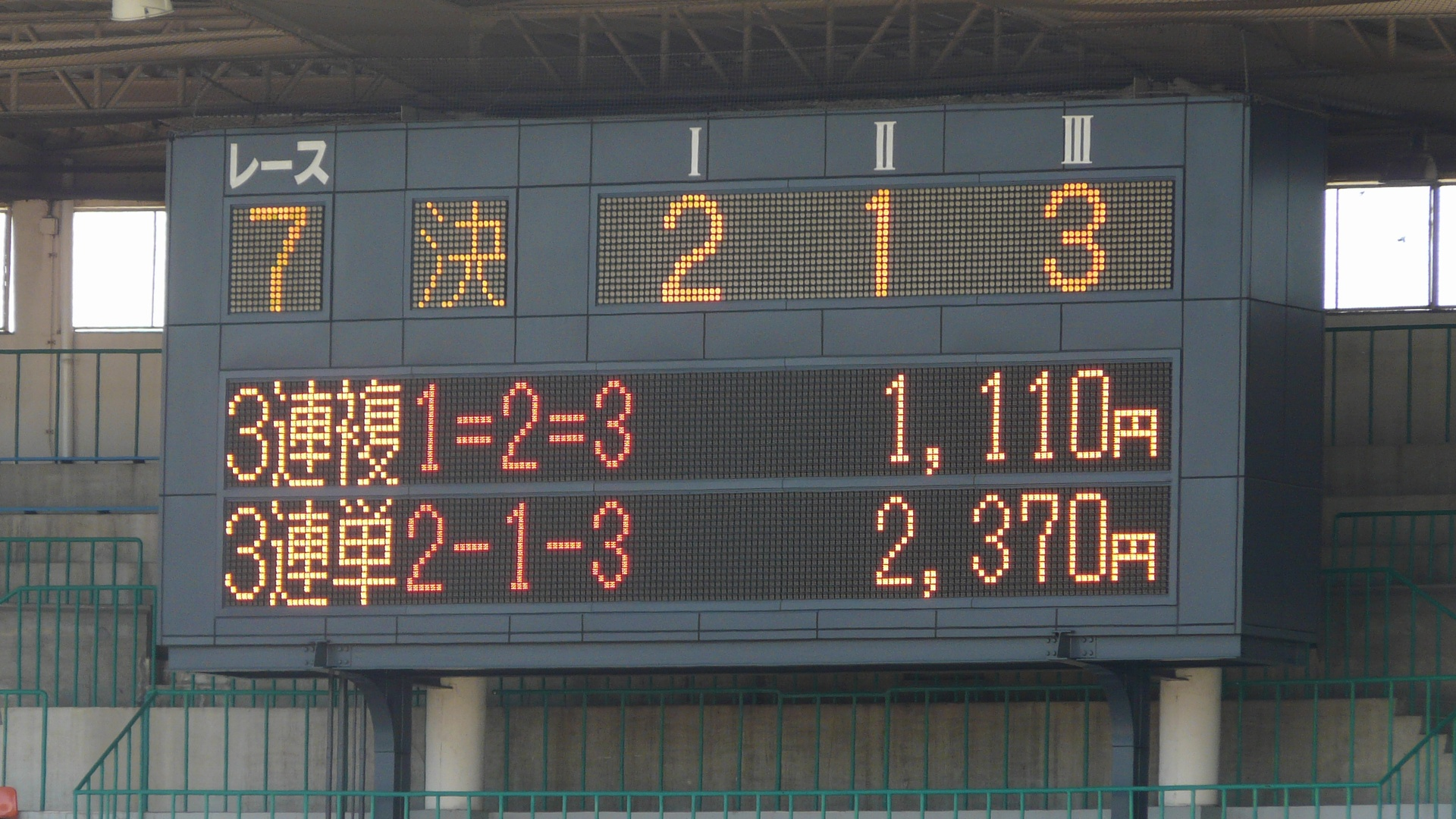
高松競輪場（2行、2色）
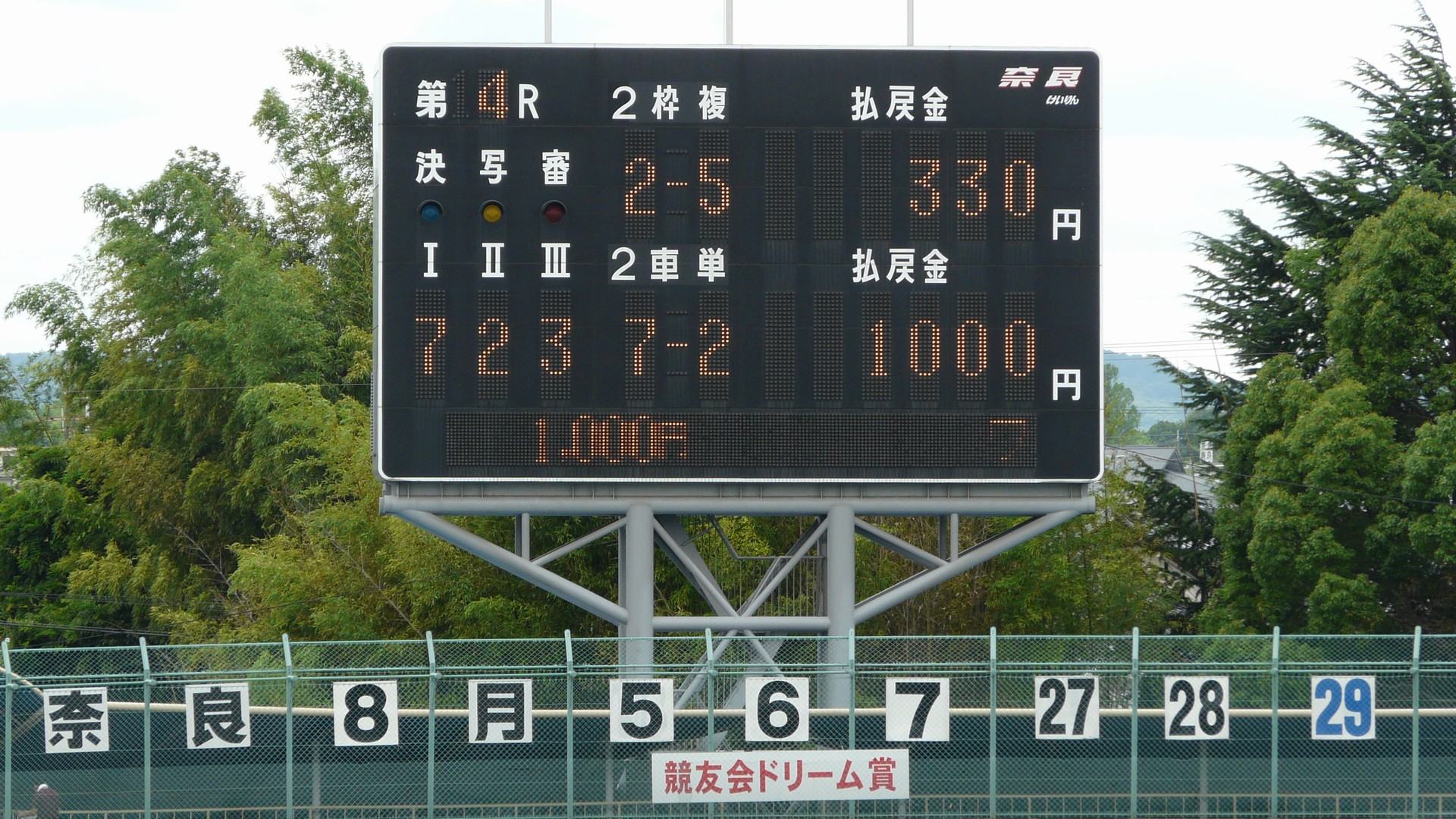
奈良競輪場
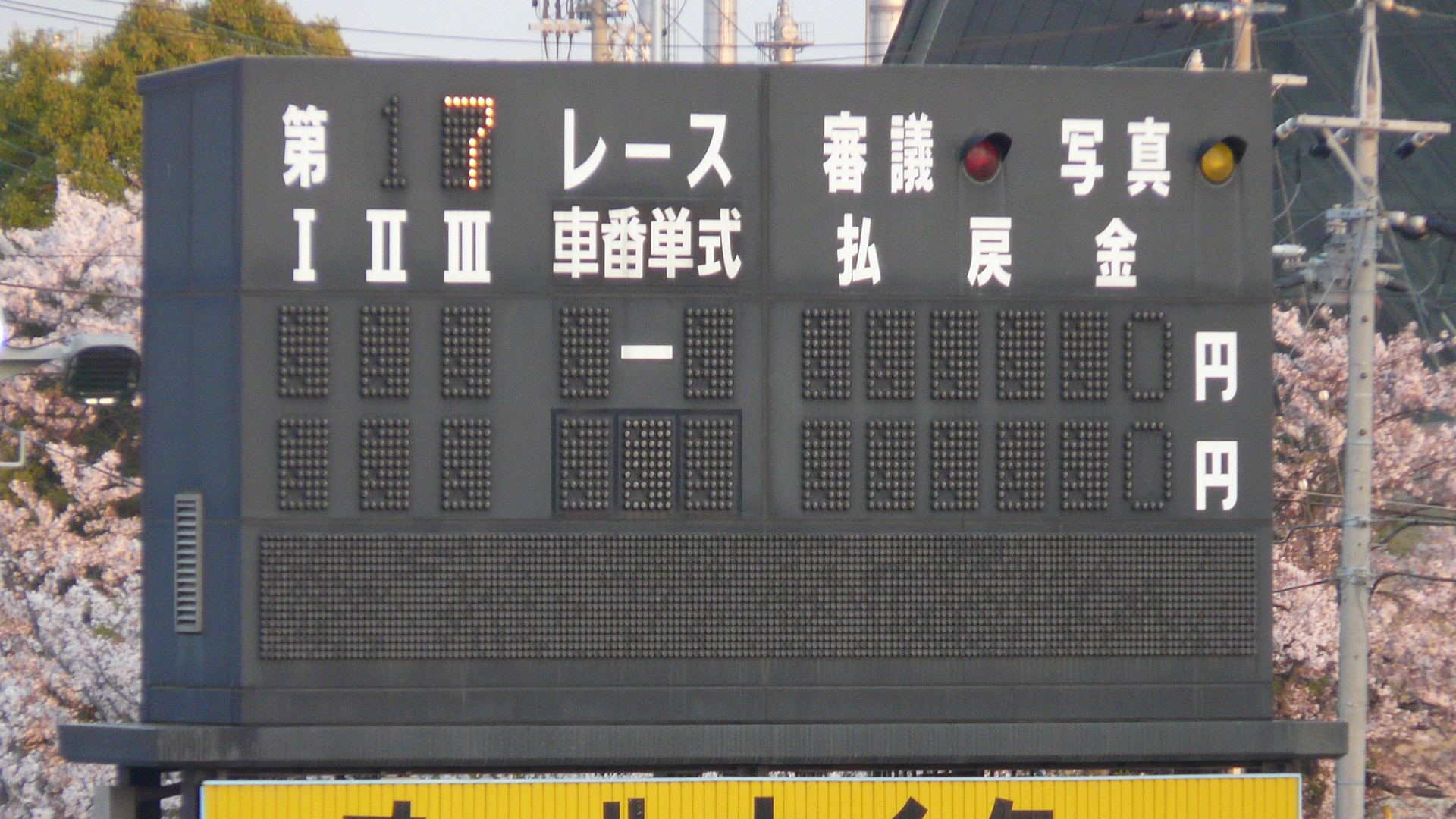
四日市競輪場

### 競輪（場名あり）

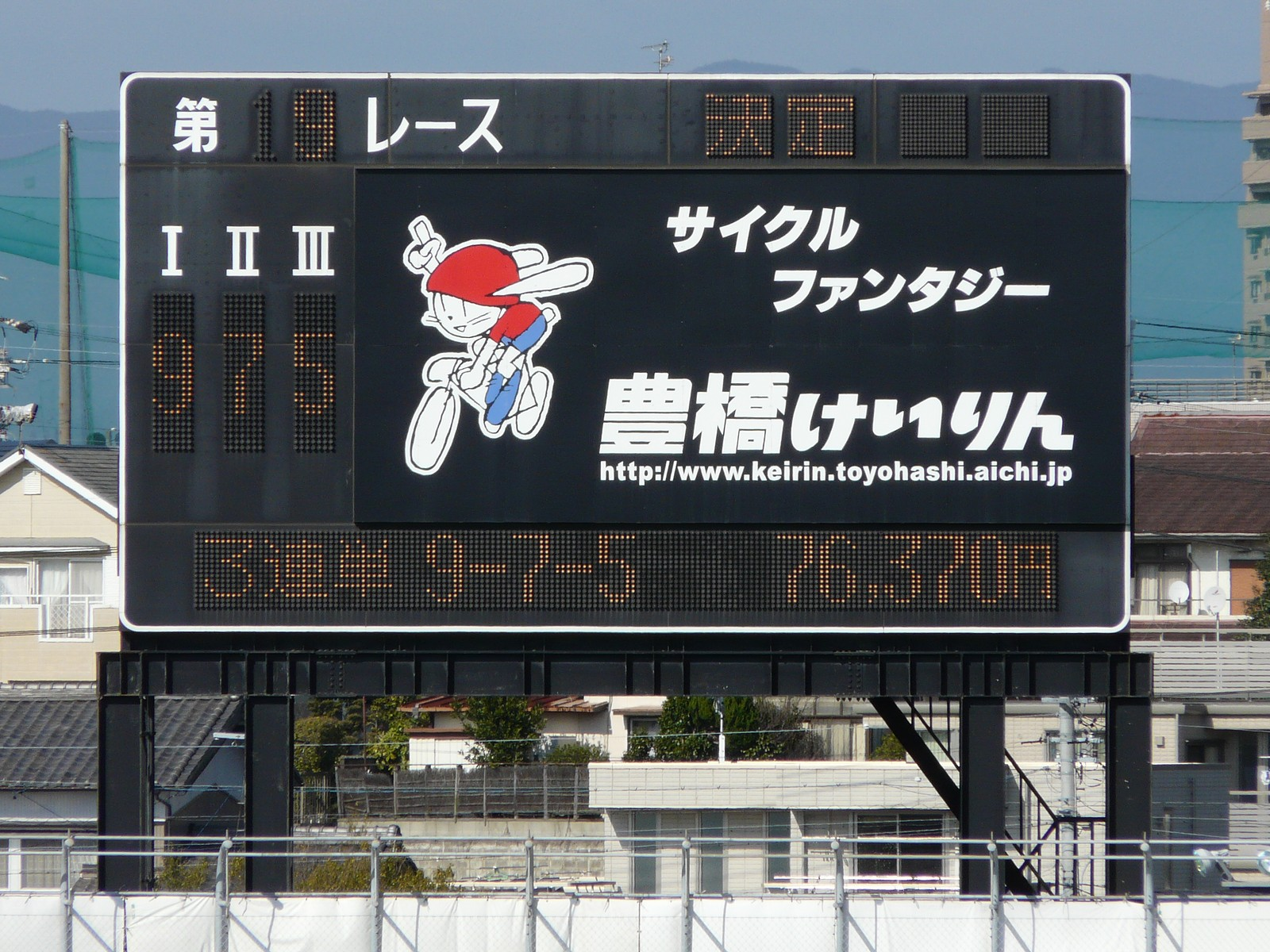
豊橋競輪場（改造）
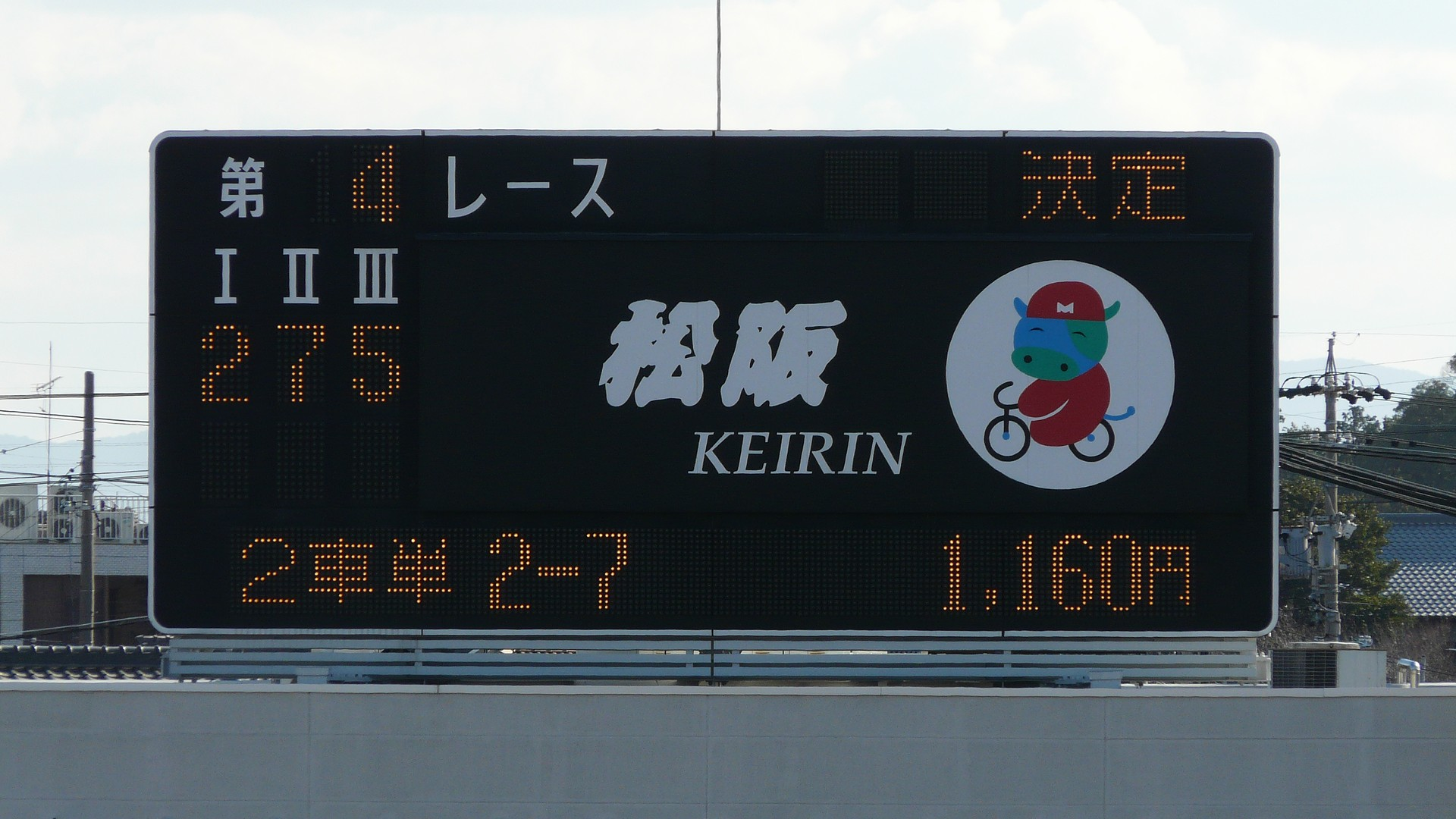
松阪競輪場（改造）
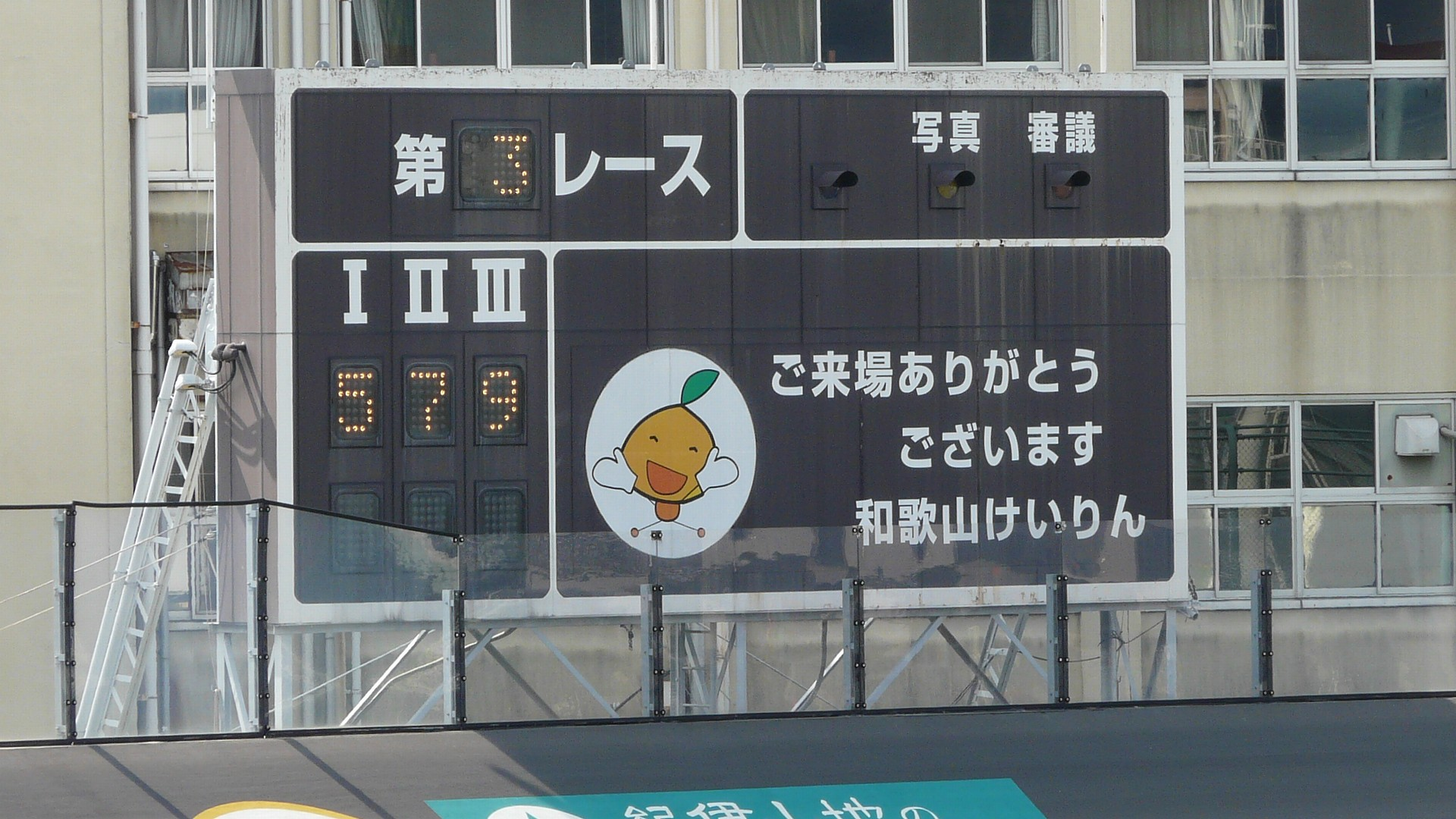
和歌山競輪場（改造・着順のみ）

### 競艇

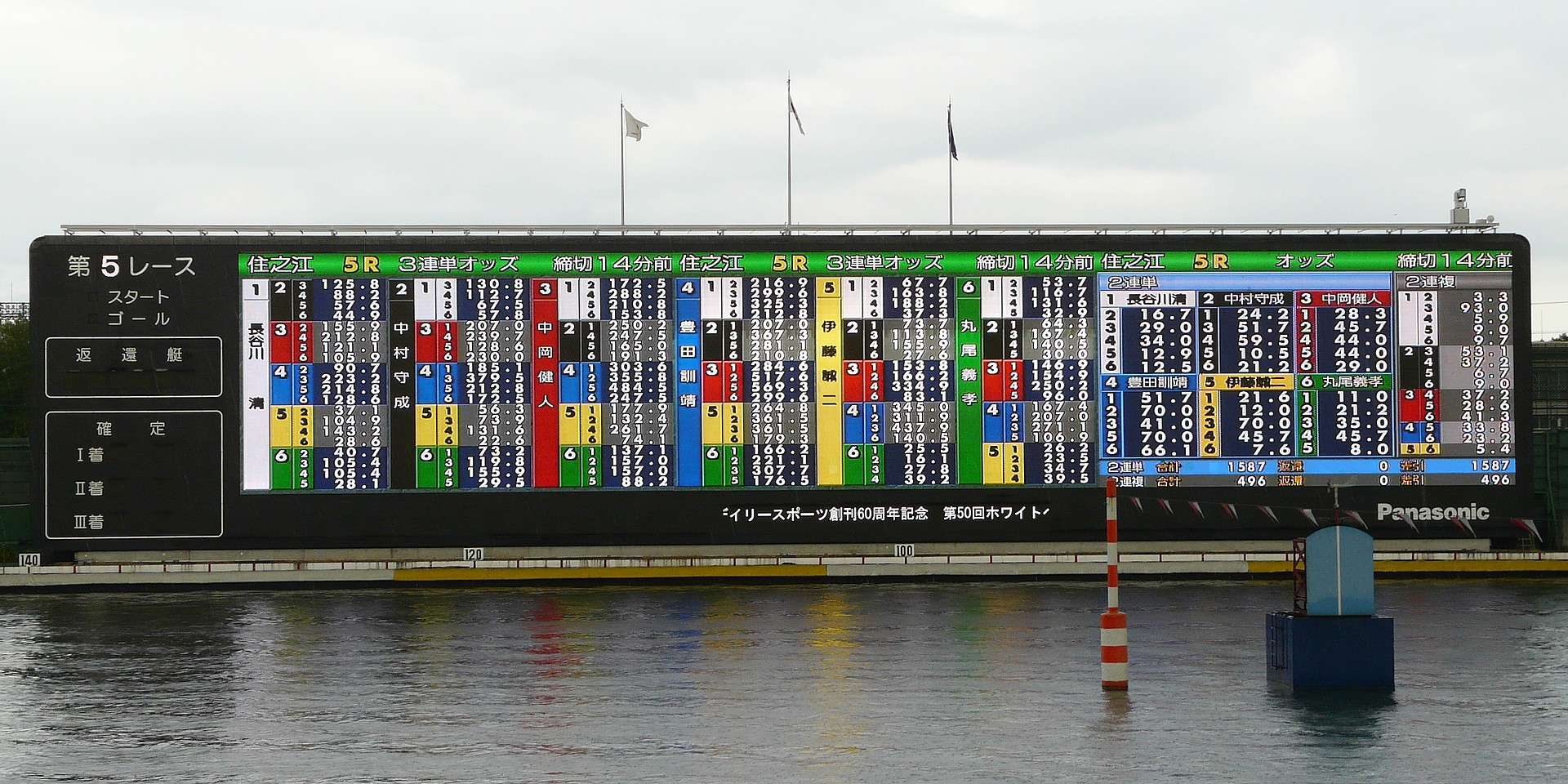
住之江競艇場 ※左
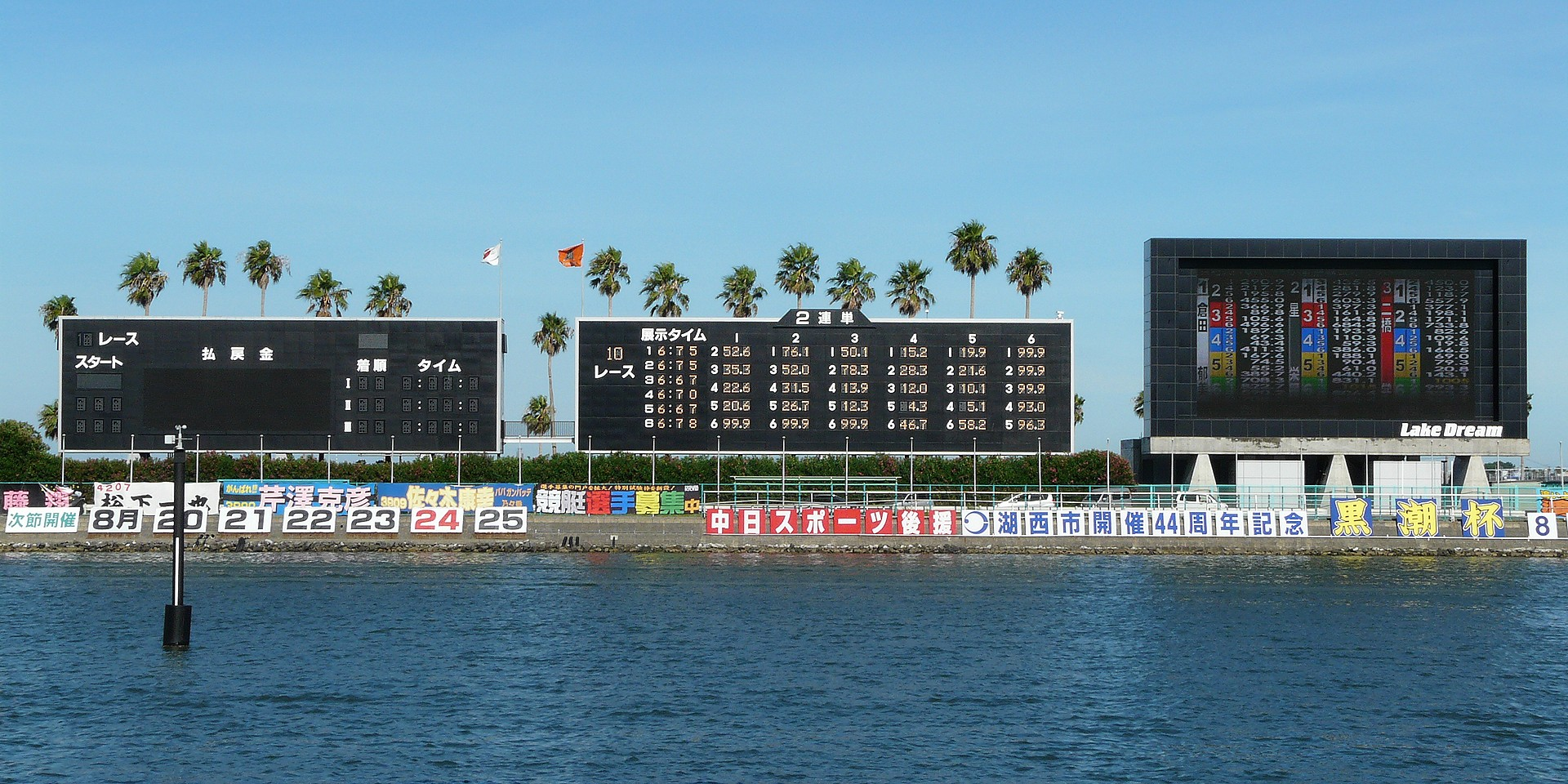
浜名湖競艇場 ※左
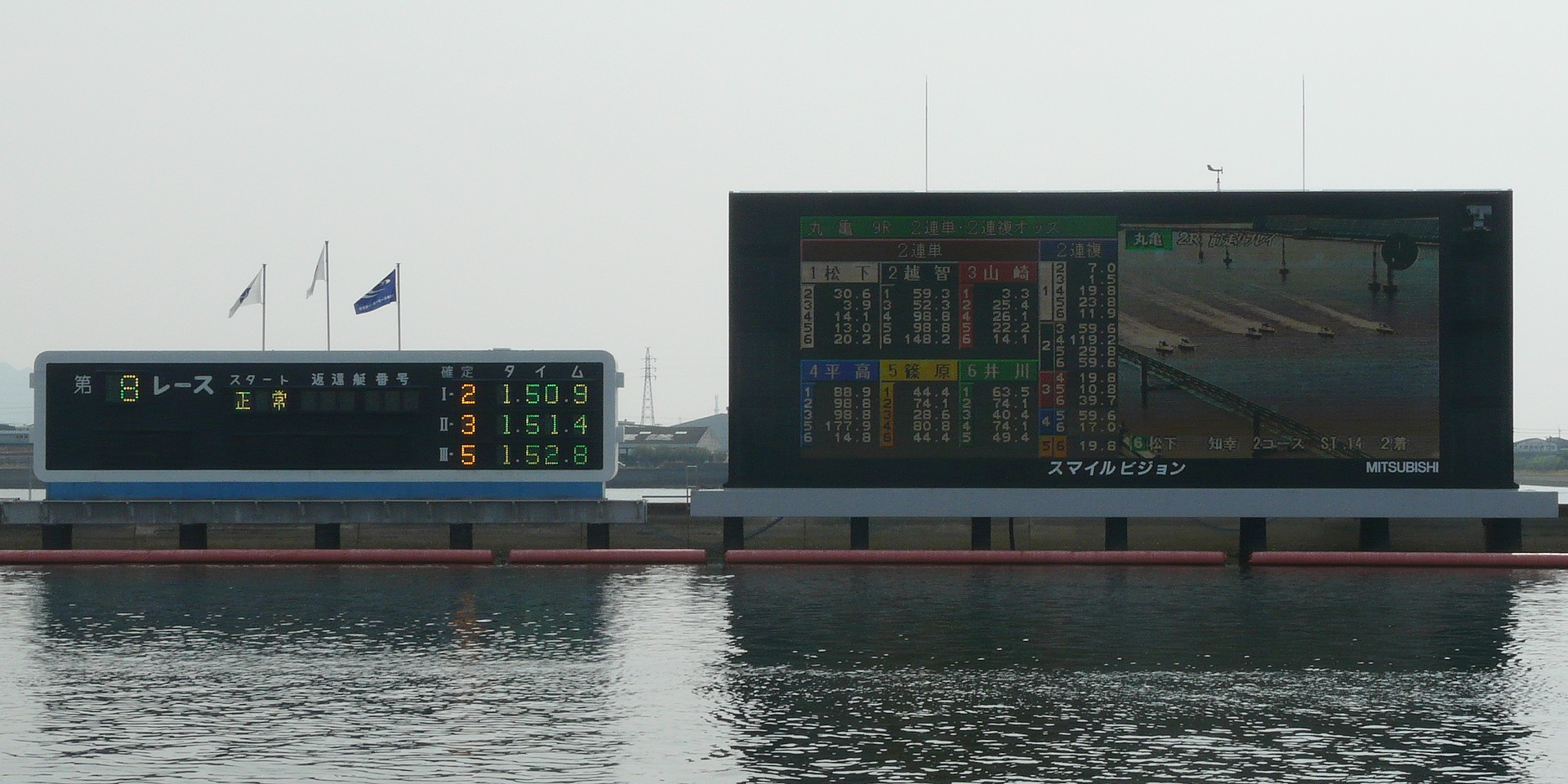
丸亀競艇場 ※左
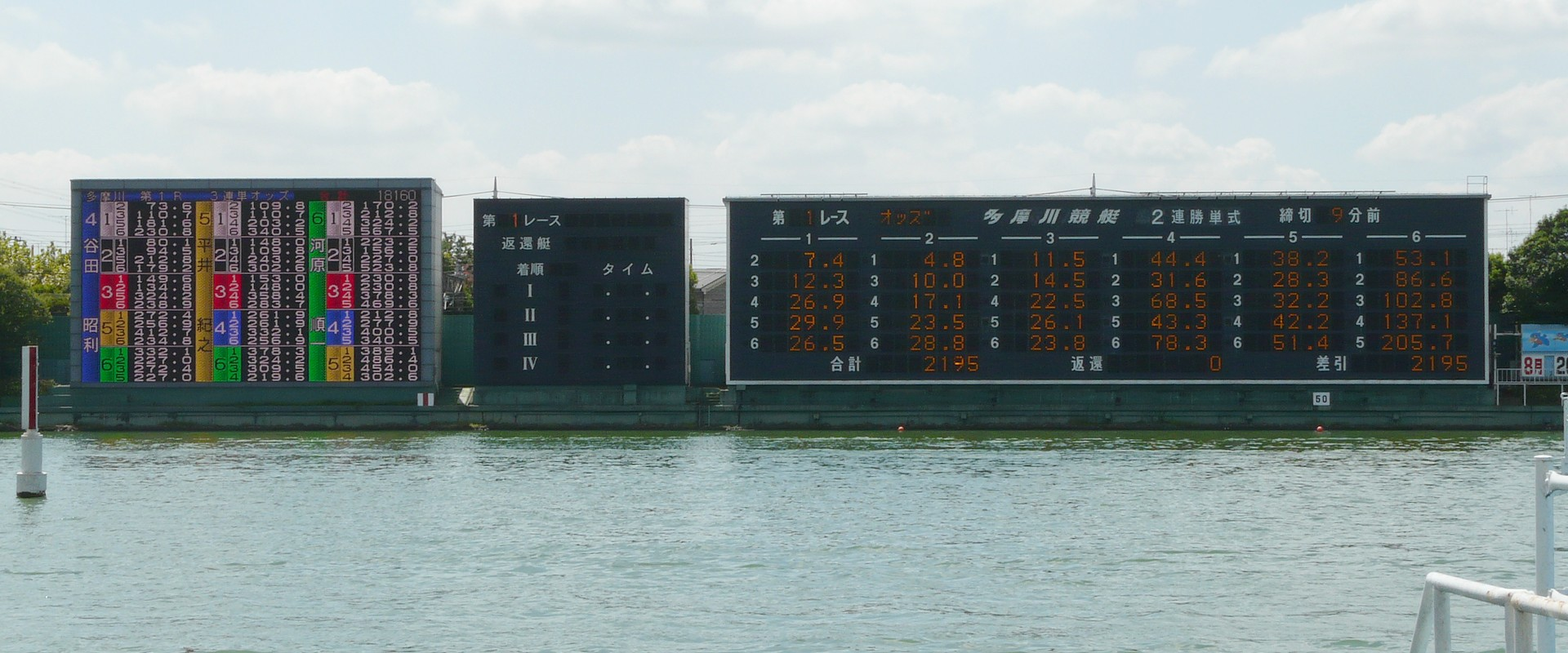
多摩川競艇場 ※中央
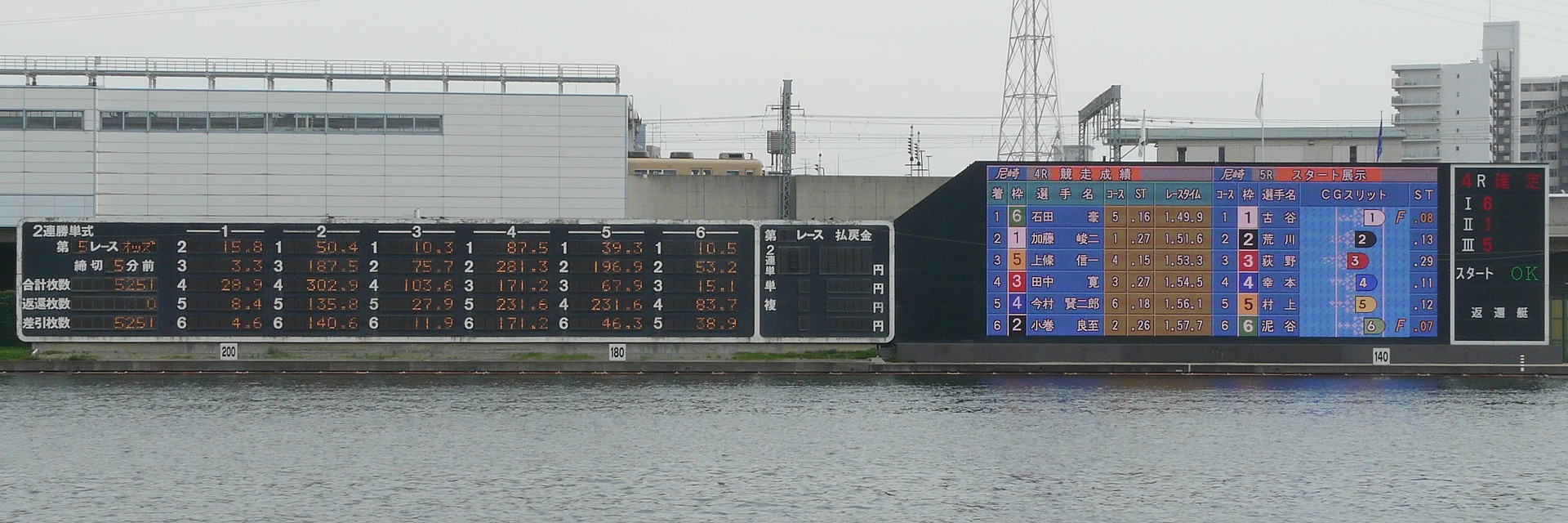
尼崎競艇場 ※中央
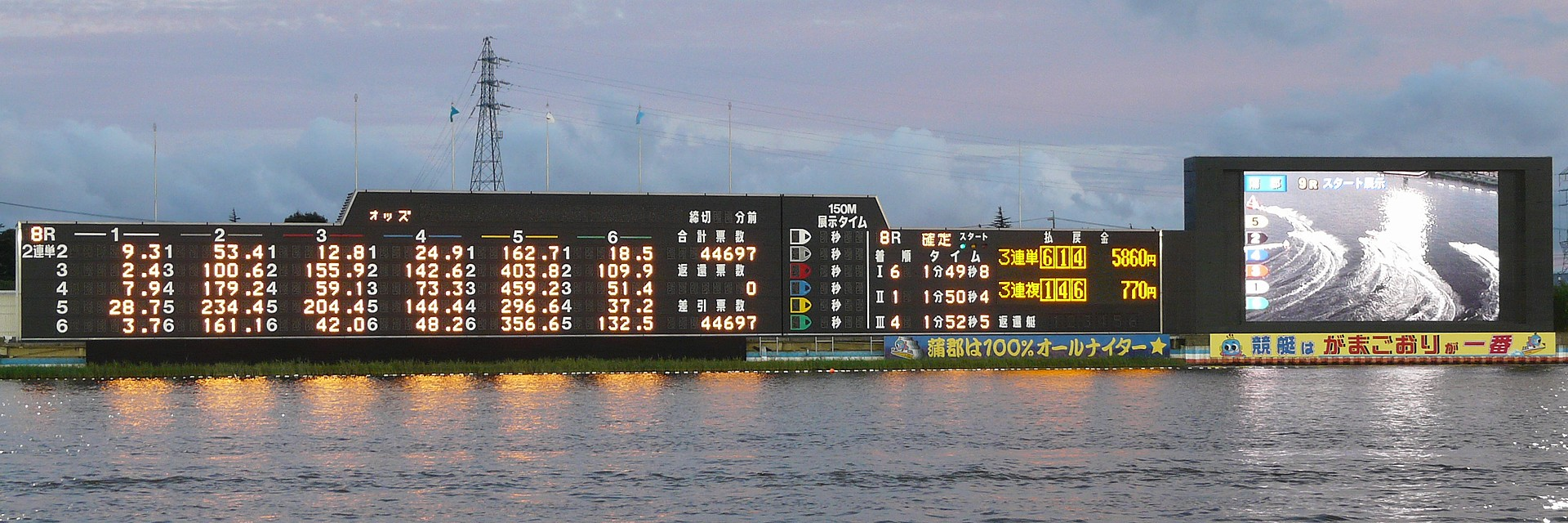
蒲郡競艇場 ※中央
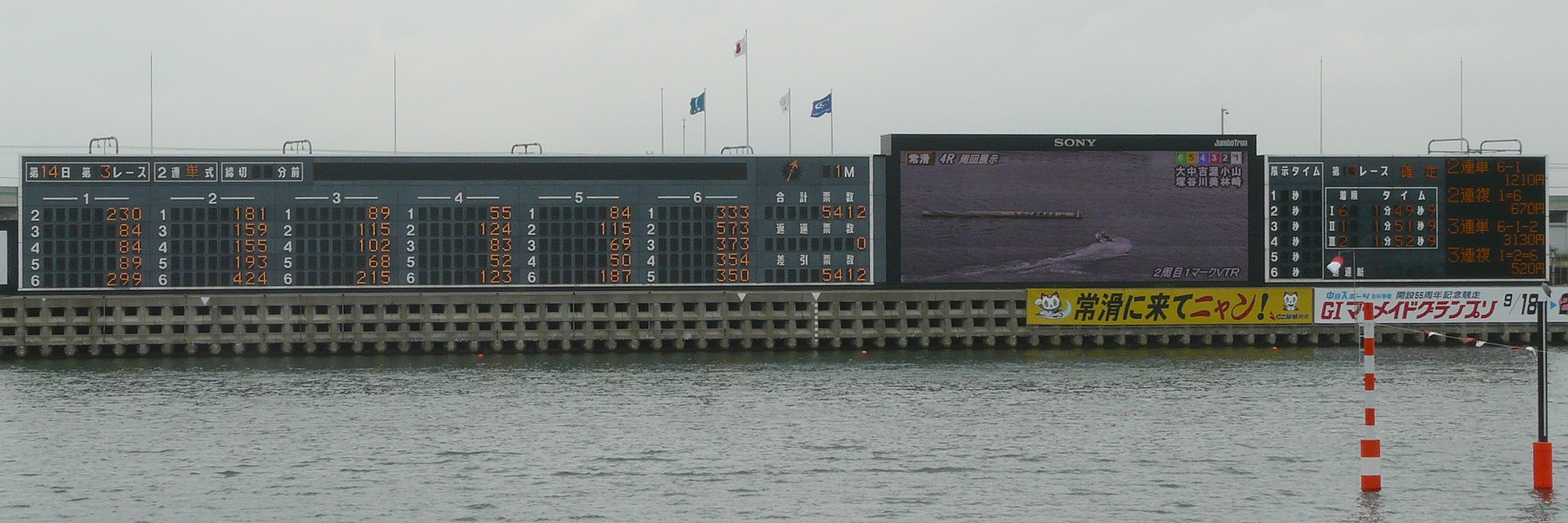
常滑競艇場 ※右
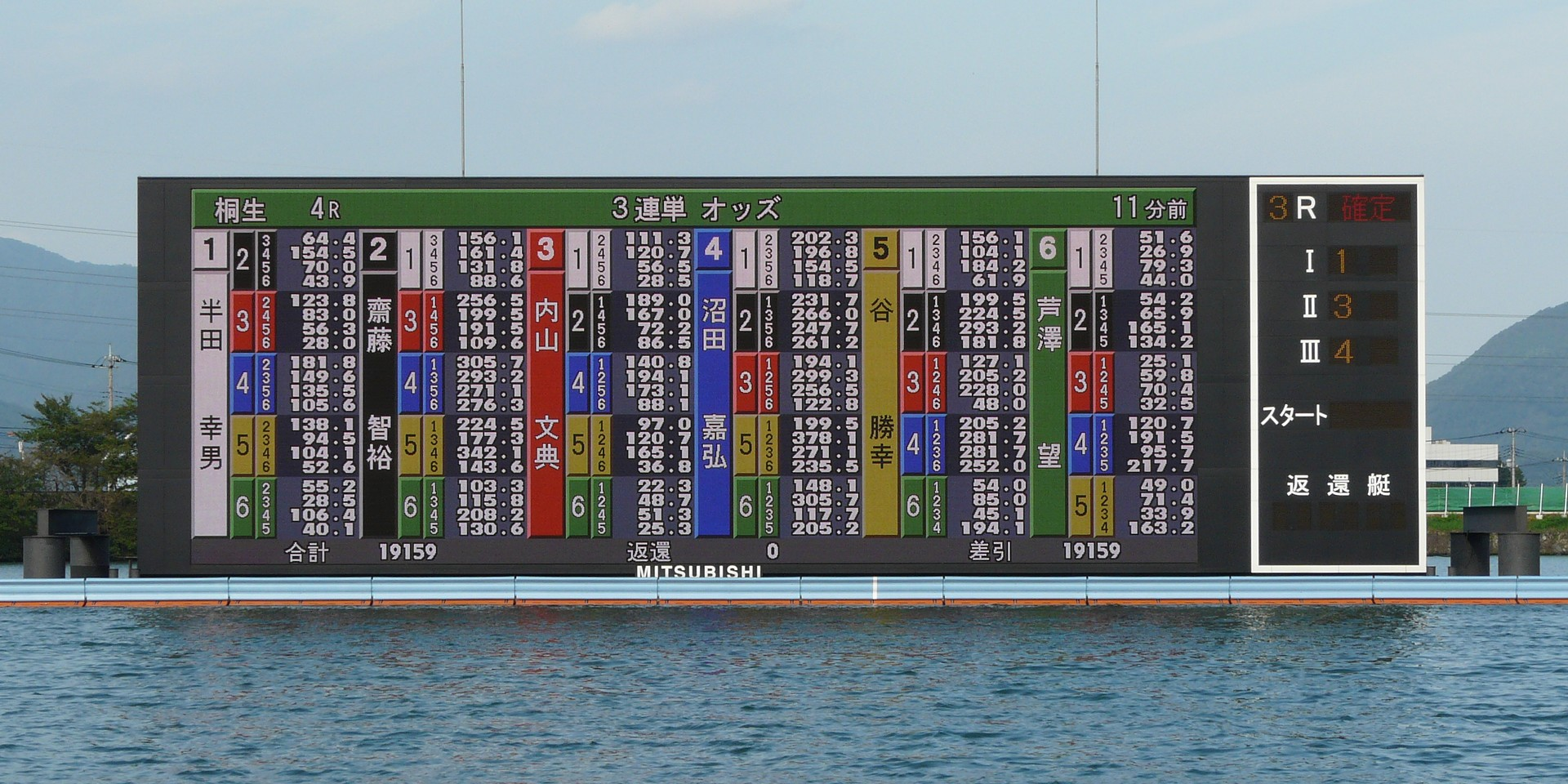
桐生競艇場 ※右
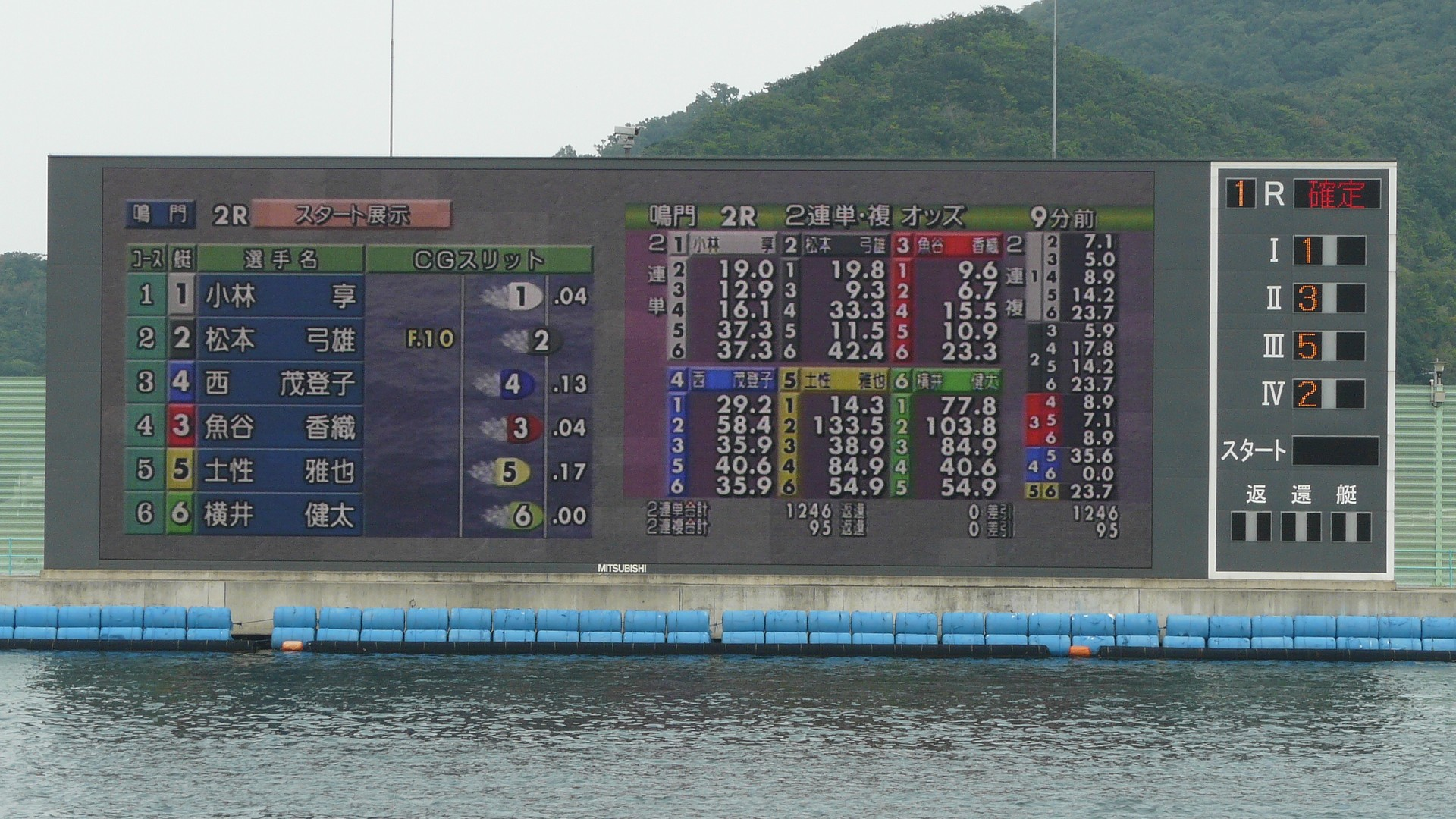
鳴門競艇場 ※右
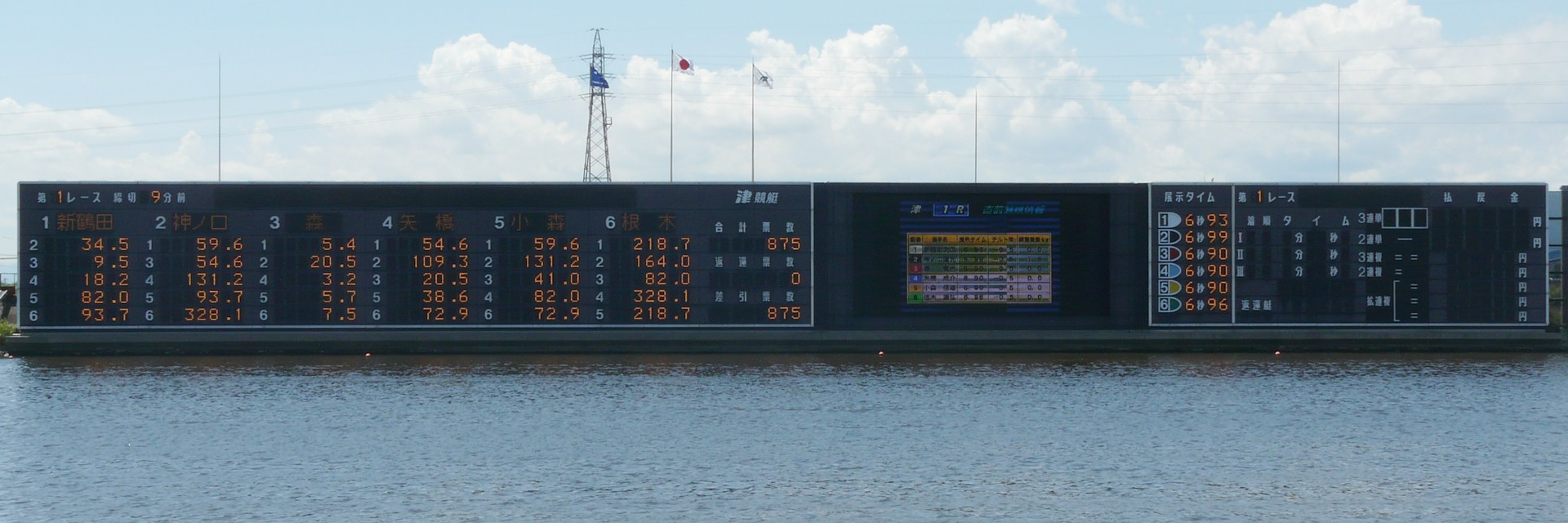
津競艇場 ※右

### 競馬

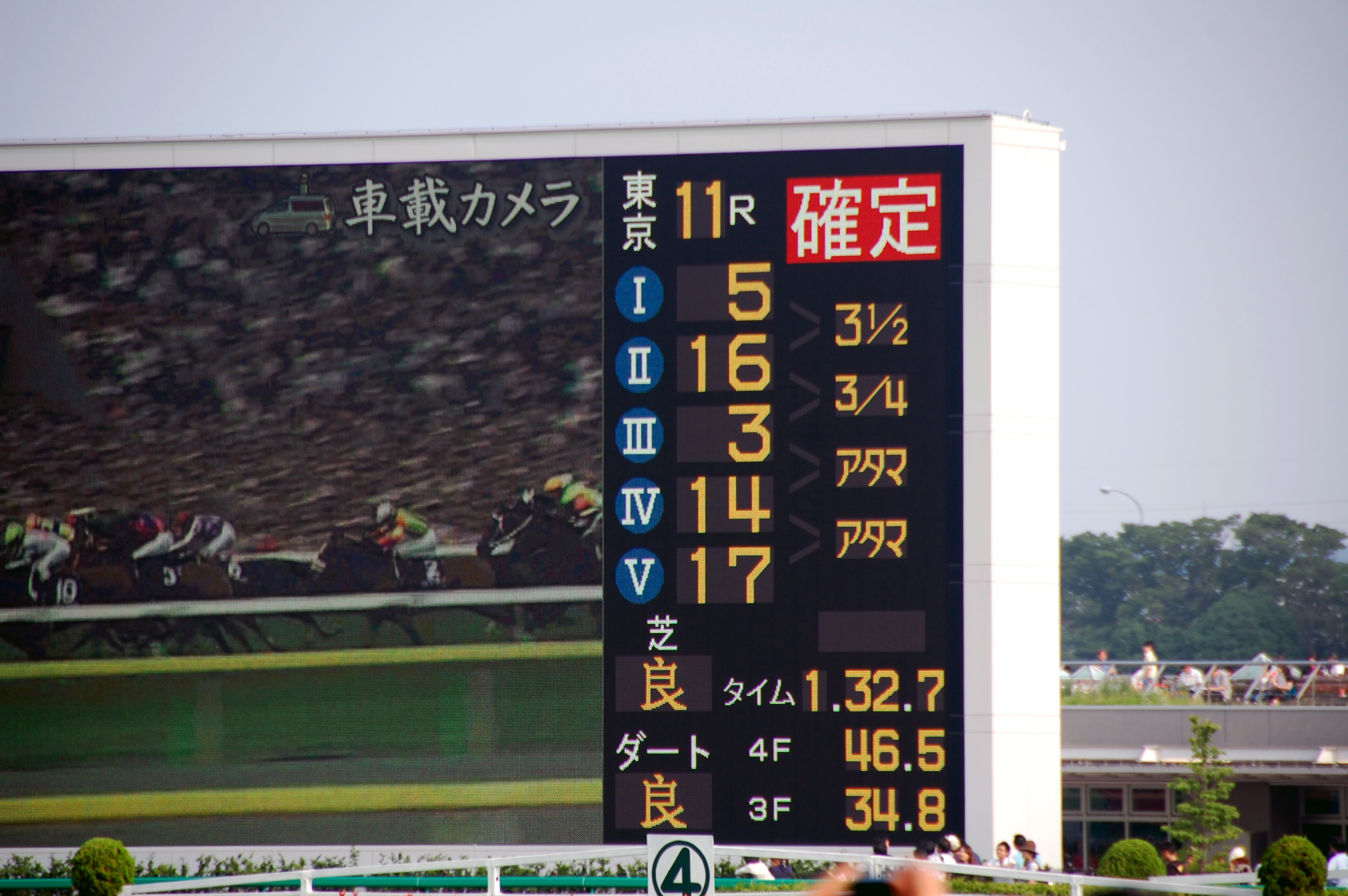
東京競馬場（JRA）のターフビジョン
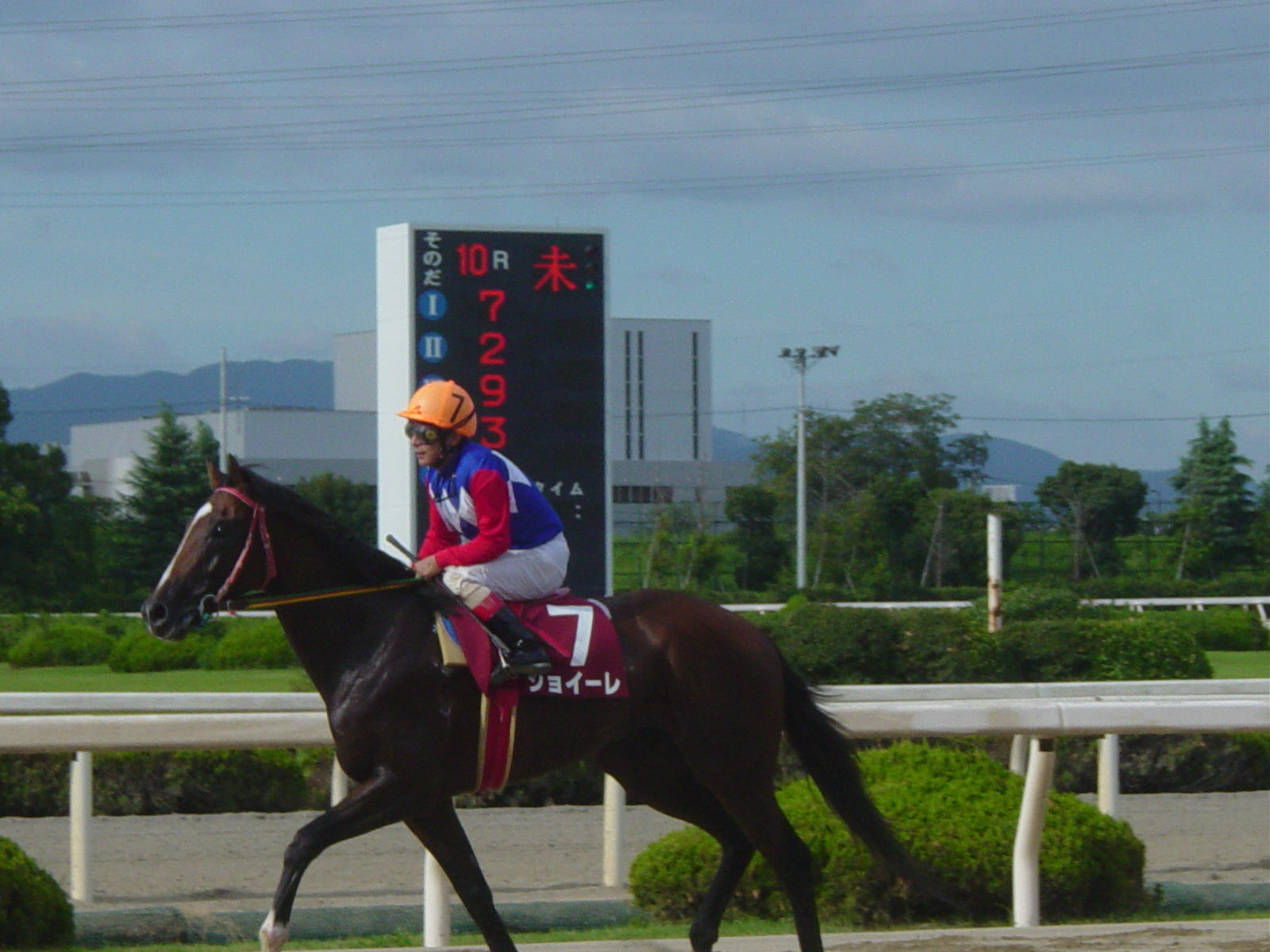
園田競馬場（地方）
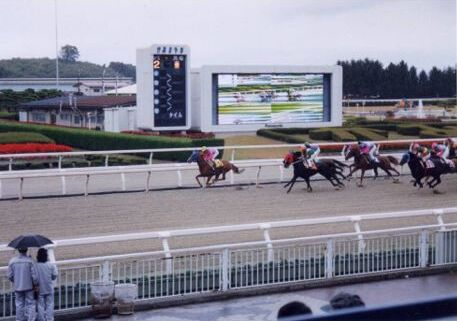
上山競馬場（地方）
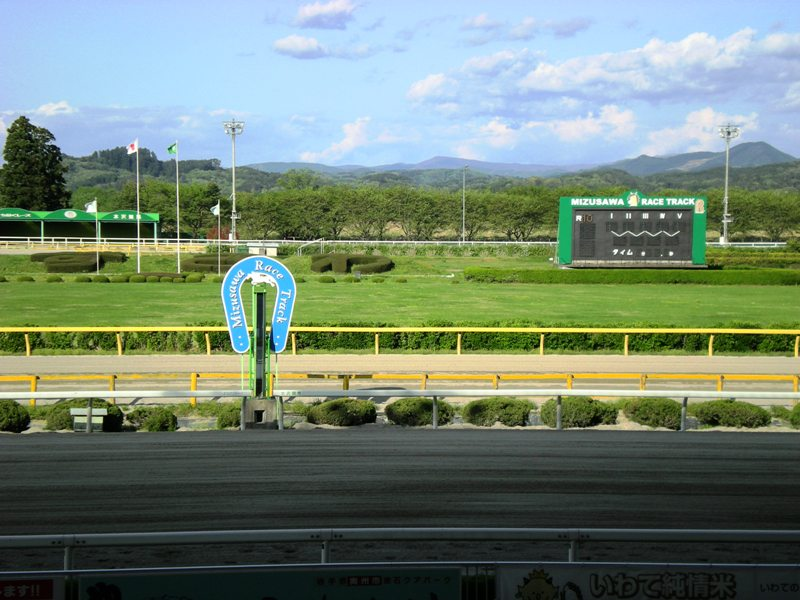
水沢競馬場（地方）　横型
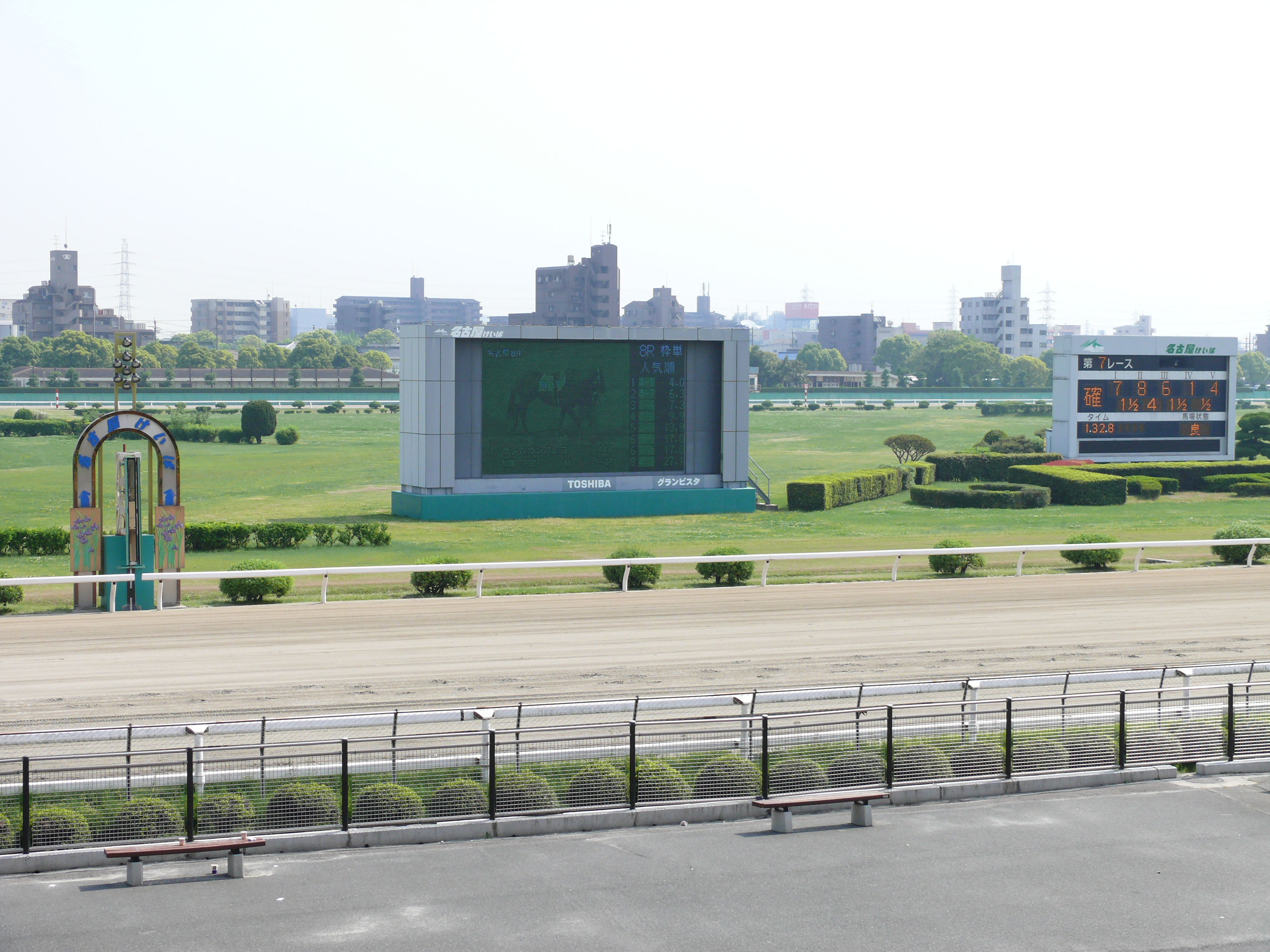
名古屋競馬場（地方）　横型